# Shota Arai (fotbollsspelare född 1985)
Shota Arai (新井 翔太 Arai Shota?), född 7 april 1985 i Saitama prefektur, är en japansk före detta fotbollsspelare.
Arai började sin karriär 2004 i Urawa Reds. 2007 flyttade han till Ehime FC. Han avslutade karriären 2007.